# ماركينيوس (لاعب كرة قدم مواليد 2003)
ماركينيوس (بالبرتغالية: Marquinhos؛ مواليد 7 أبريل 2003) لاعب كرة قدم برازيلي يلعب جناحًا أيمن لنادي أرسنال الإنجليزي.

## الإنجازات
ساو باولو
- بطولة باوليستا: 2021

## روابط خارجية
- ماركينيوس (لاعب كرة قدم مواليد 2003) على موقع قاعدة بيانات كرة القدم.إي يو (الإنجليزية)
- ماركينيوس (لاعب كرة قدم مواليد 2003) على موقع ليكيب (الفرنسية)
- ماركينيوس (لاعب كرة قدم مواليد 2003) على موقع Soccerbase.com (لاعب) (الإنجليزية)
- ماركينيوس (لاعب كرة قدم مواليد 2003) على موقع Soccerway.com (الإنجليزية)
- ماركينيوس (لاعب كرة قدم مواليد 2003) على موقع عالم كرة القدم.نت (الإنجليزية)
- ماركينيوس (لاعب كرة قدم مواليد 2003) على موقع AS.com (الإسبانية)